# Quercus pubescens
La roverella (Quercus pubescens Willd., 1805) è la specie di quercia più diffusa in Italia, tanto che in molte località è chiamata semplicemente quercia.  Appartiene alla famiglia delle Fagaceae ed è un albero a crescita lenta.

## Descrizione
Resistente all'aridità, è capace di adattarsi anche a climi relativamente freddi. È facilmente riconoscibile d'inverno in quanto mantiene le foglie secche attaccate ai rami, a differenza delle altre specie di querce. Il principale carattere diagnostico per identificare la specie è quello di osservare le foglie o le gemme: sono ricoperte da una fine peluria (pubescenza) che si può facilmente apprezzare al tatto.
Le doti di rusticità e plasticità di questa pianta, grazie soprattutto all'enorme vitalità della ceppaia, hanno permesso alla roverella, attraverso i secoli, di resistere agli interventi distruttivi dell'uomo.

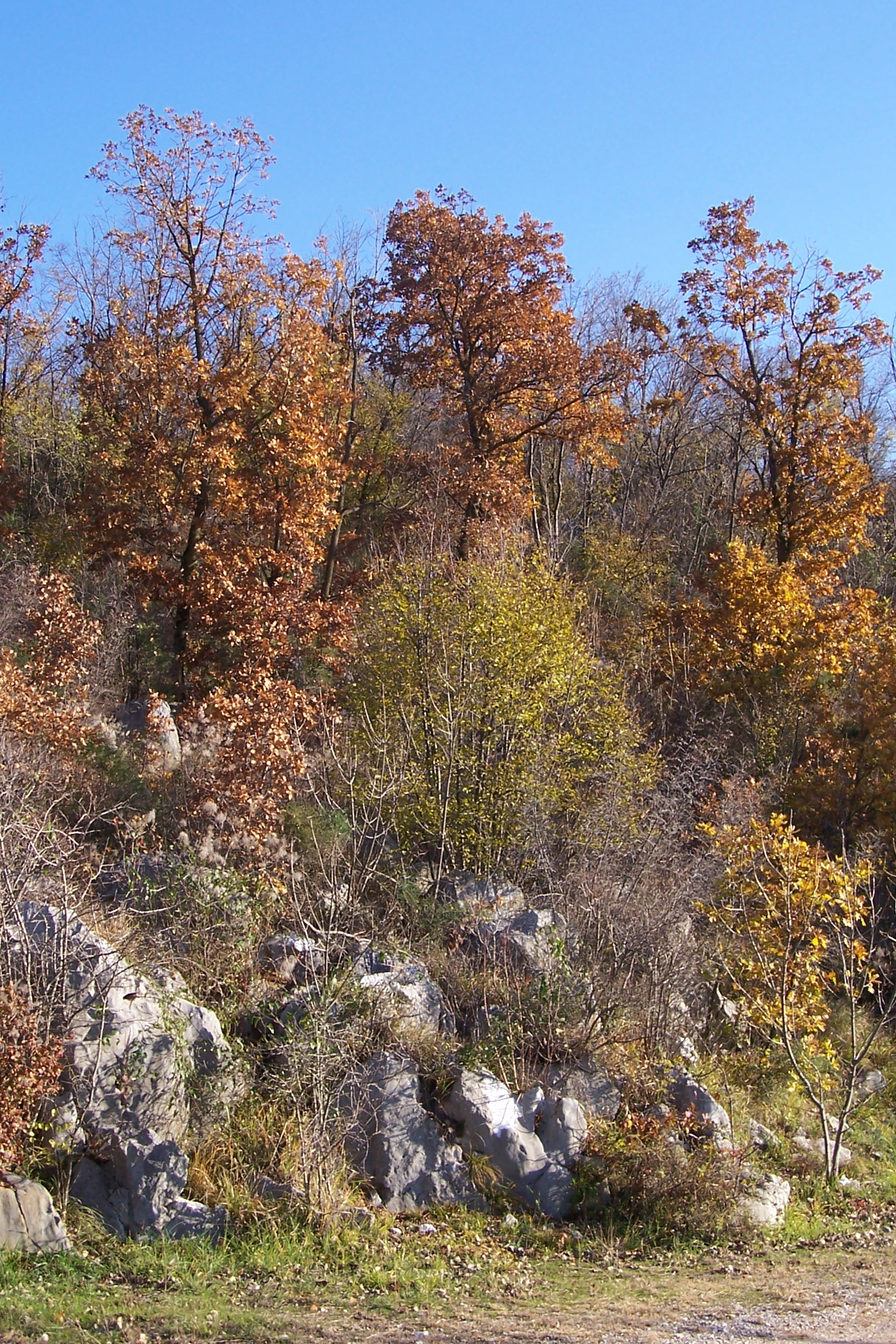
La pianta in inverno, con le foglie secche ancora attaccate ai rami
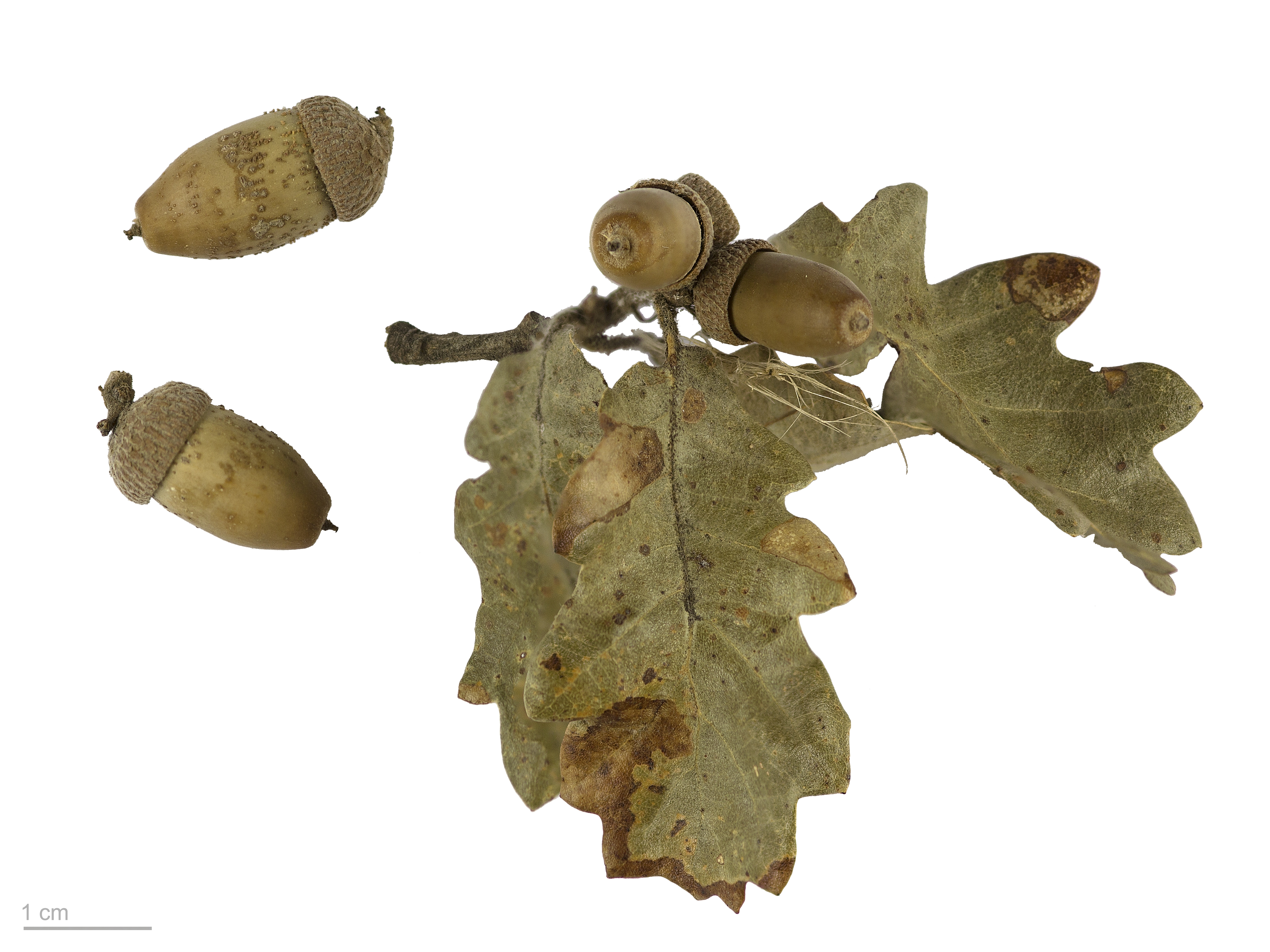
Frutti e foglie secche
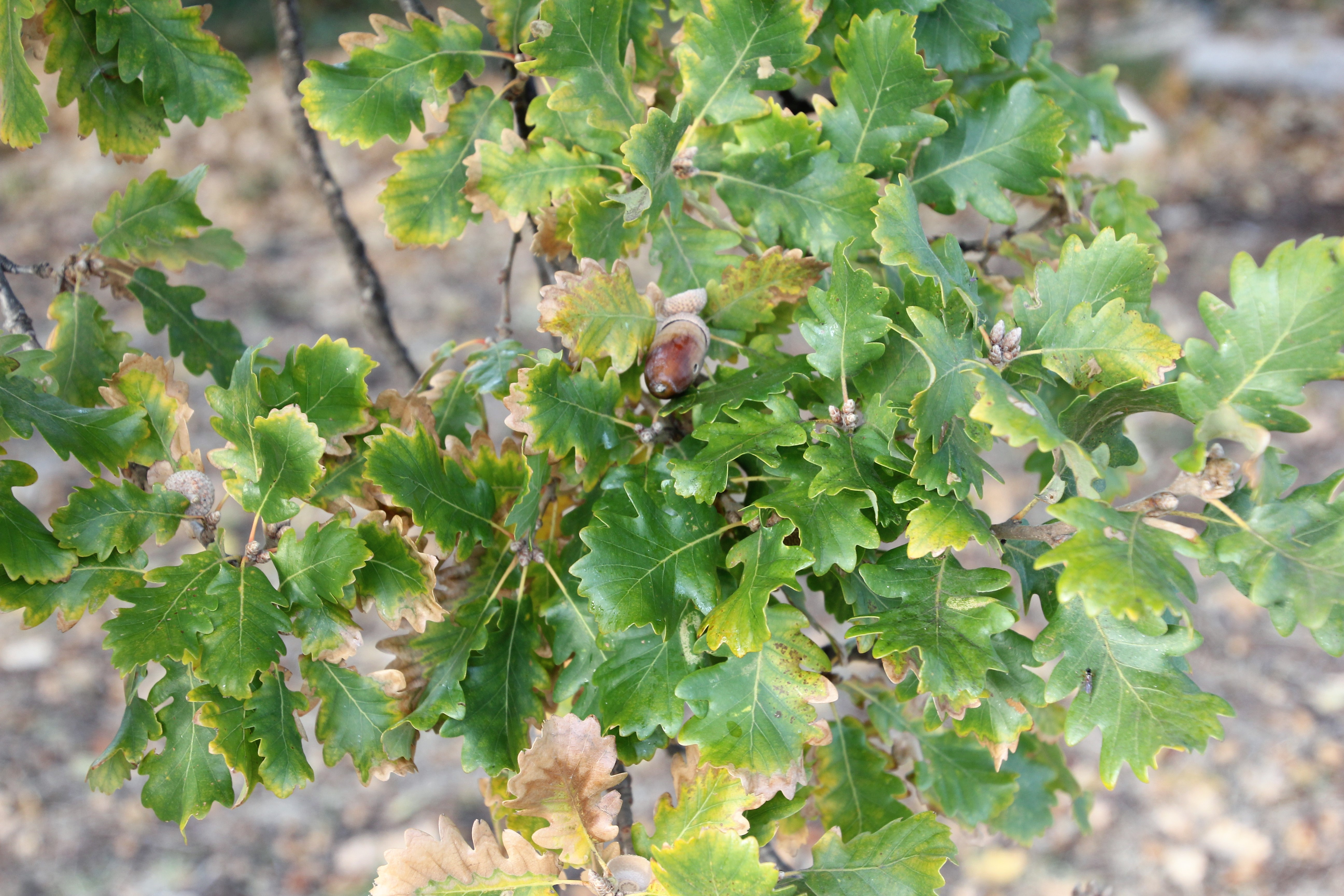
Foglie
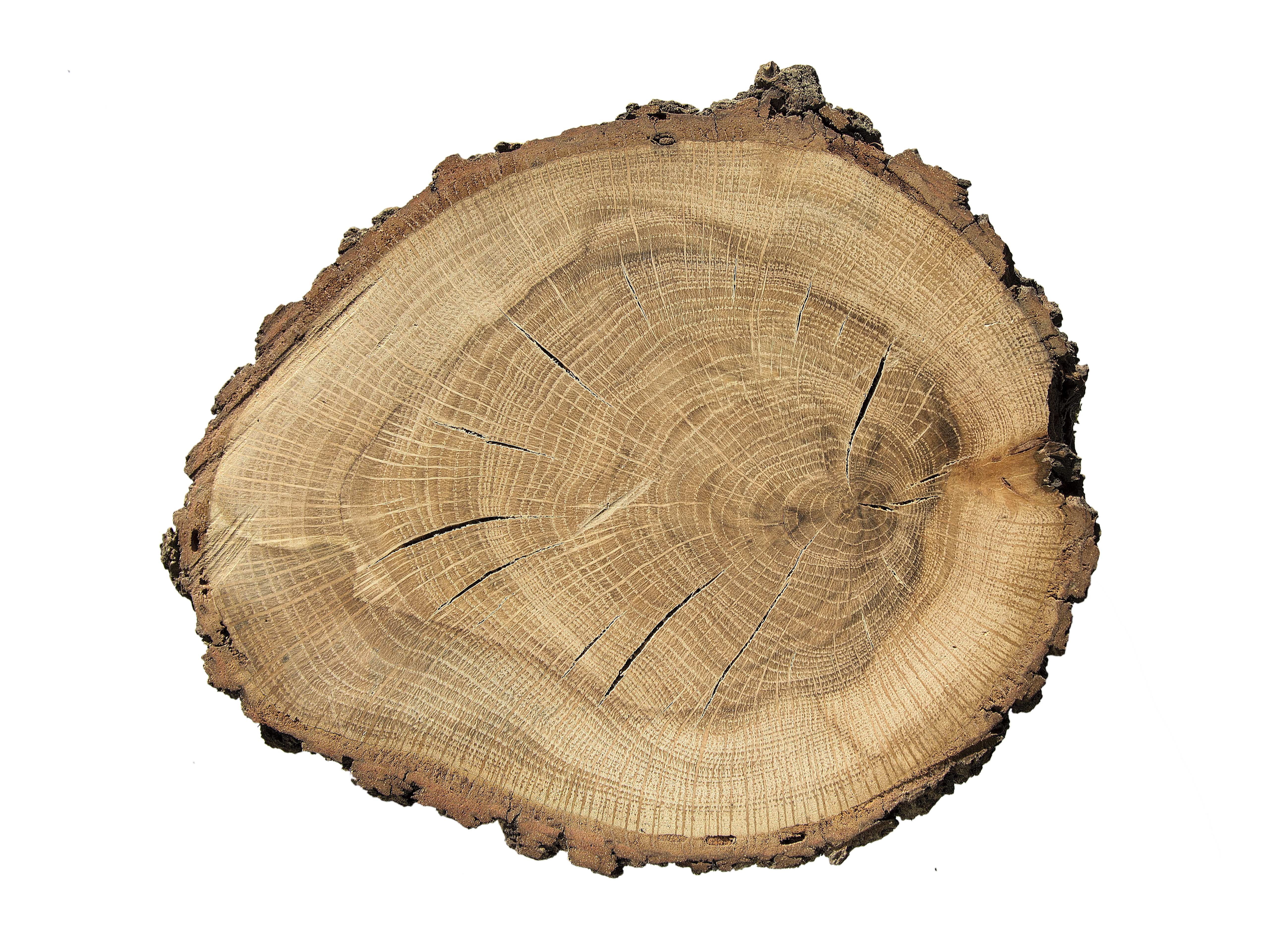
Legno

### Portamento
La roverella è un albero che di rado arriva a raggiungere i 20–25 m di altezza, di aspetto tozzo, con chioma ampia, rada e irregolare. Presenta un fusto corto, ramificato a breve altezza in grosse branche, e spesso contorto.

### Gemme
Le gemme sono grigie, lunghe 8–12 mm, ovali-appuntite e molto pelose (pubescenti). Queste gemme sono molto simili a quelle dell'ippocastano.

### Corteccia
La corteccia è di colore grigio-scura poi nerastra, fessurata sin da giovane in piccole scaglie dure a profilo quadrangolare rilevate e rugose. A maturità è nerastra, più fine.

### Foglie
Le foglie sono tardivamente caduche, alterne, molto variabili nella forma e dimensioni; in genere ovato-allungate, presentano una lamina cuneata a margine lobato. La pagina fogliare inferiore è densamente pubescente (pelosa), con picciolo fogliare di circa 8–12 mm. In autunno assumono una colorazione gialla anche molto intensa in base alle condizioni pedoclimatiche di crescita.

### Frutto
Il frutto è un achenio di forma ovoidale, con striature scure allo stato fresco, portato da un peduncolo molto spesso e peloso. La cupola è emisferica e ricopre la ghianda per 1/3 - 1/2 della sua lunghezza.

## Distribuzione e habitat
La roverella è distribuita nel bacino del Mediterraneo; in Italia è presente con esclusione delle zone più interne e più elevate. Si trova principalmente nelle località più assolate, nei versanti esposti a sud ad un'altitudine compresa tra il livello del mare e i 1000 m s.l.m. Non ha preferenze per il terreno, potendo vegetare su suoli di diverso tipo, rifuggendo solo da quelli puramente argillosi, anche se spesso domina sulle formazioni calcaree. Forma boschi puri o misti, d'alto fusto o cedui. Nell’Appennino umbro-marchigiano e in Toscana i querceti misti di roverella sono fonte del pregiato tartufo bianco (Tuber magnatum).

## Tassonomia
Ne sono riconosciute tre sottospecie:
- Quercus pubescens subsp. crispata (Steven) Greuter & Burdet
- Quercus pubescens subsp. pubescens
- Quercus pubescens subsp. subpyrenaica (Villar) Rivas Mart. & C.Saenz

## Avversità
Può subire gravi attacchi da parte delle larve di alcuni lepidotteri defogliatori, come Lymantria dispar e la processionaria delle querce.
I giovani germogli possono essere danneggiati dalla Lachnaia italica.

## Usi
Il legno è apprezzato ed utilizzato come legna da ardere; fa parte della categoria delle essenze dure, ovvero quei legni che hanno ottimo valore calorifico e lenta combustione. Il legno, anche se simile a quello della Rovere, presenta fibre meno dritte, per cui è di più difficile lavorazione, inoltre tende ad imbarcarsi. Le travi che se ne ottengono vengono usate in edilizia, costruzioni navali e una volta traversine ferroviarie.
 
Le ghiande sono dolci e venivano utilizzate non solo per l'alimentazione dei maiali ma anche, nei periodi di carestia, per fare una specie di pane o piadina di ghianda.

## Esemplari notevoli
A Capannori, in località Gragnano si trova la Quercia delle Streghe, una roverella datata approssimativamente 600 anni. La pianta è alta 24 metri, il tronco ha una circonferenza di 4,5 metri e la chioma presenta un diametro di 40 metri.
A Rocchetta a Volturno, località Rocchetta Bassa, in provincia di Isernia, è presente un esemplare di quercus pubescens (roverella): circonferenza del tronco 6,50 m, altezza 25 m, età anni 250-300.
A Tricarico, in provincia di Matera, in località Grottone, vegeta una roverella dell'età stimata di 612 anni che ha un tronco di 6,43 metri di circonferenza e un'altezza di circa 20 metri. È inserita nell'elenco degli "alberi padri", riconosciuti dalla regione Basilicata come monumenti naturali.
Un altro esemplare era la Quercia di Santajusta alla Melara, situata nell'agro di Lucera. La roverella aveva un'età stimata di 900 anni, era alta 30 m e aveva una circonferenza del tronco misurata ad un metro da terra di 6,30 m. Il 16 dicembre 2011, dopo un periodo di deperimento a causa di parassiti e malattie e anche all'incuria umana, la quercia è stata abbattuta da fortissime raffiche di vento.
Di 750 anni è l'età stimata per la Quercia di Donato, vegetante a Scurcola Marsicana in località Convento dei Cappuccini. La circonferenza del tronco è di circa 6 metri, l'altezza è di circa 23 metri.
A Barete (AQ) si trova la quercia "La Cacatora" di 500 anni, 10 metri di altezza e 650 cm di diametro.
A Corruccioni (Cagnano Amiterno) in provincia dell'Aquila si trova la "Quercia de Zi' Co" di 700 anni, 20 metri d'altezza e 7 metri di diametro.
La più grande sembra comunque essere in Sardegna a Illorai (in località Sa Melabrina): le sue dimensioni sono di 8,80 metri di circonferenza e 24 di altezza, con un'età plurimillenaria, inserita in un bosco ad evoluzione naturale gestito dall'Ente Foreste della Sardegna.
Generalmente nell'Italia centro-meridionale venivano lasciati degli esemplari di roverella lungo i confini di proprietà, così che è possibile in certi casi ricostruire detti confini esaminando la presenza dei grossi esemplari della specie.